# Норвегія на зимових Олімпійських іграх 1924
Норвегія брала участь у Зимових Олімпійських іграх 1924 року в Шамоні. У змаганнях брали участь чотирнадцять спортсменів (13 чоловіків та одна жінка) у п'яти видах спорту. Норвезькі спортсмени отримали чотири золотих, сім срібних та шість бронзових медалей. Норвегія посіла перше місце у заліку країн.

## Медалісти
| Медаль | Спортсмен            | Вид спорту          | Змагання                         |
| ------ | -------------------- | ------------------- | -------------------------------- |
| Золото | Торлейф Геуг         | Лижні перегони      | Чоловіки, 18 км                  |
| Золото | Торлейф Геуг         | Лижні перегони      | Чоловіки, 50 км                  |
| Золото | Торлейф Геуг         | Лижне двоборство    | Чоловіки                         |
| Золото | Якоб Туллін Тамс     | Стрибки з трампліна | Чоловіки                         |
| Срібло | Йоган Греттумсбротен | Лижні перегони      | Чоловіки, 18 км                  |
| Срібло | Торальф Стремстад    | Лижні перегони      | Чоловіки, 50 км                  |
| Срібло | Торальф Стремстад    | Лижне двоборство    | Чоловіки                         |
| Срібло | Нарве Бонна          | Стрибки з трампліна | Чоловіки                         |
| Срібло | Оскар Ольсен         | Ковзанярський спорт | Чоловіки, 500 м                  |
| Срібло | Роальд Ларсен        | Ковзанярський спорт | Чоловіки, 1500 м                 |
| Срібло | Роальд Ларсен        | Ковзанярський спорт | Чоловіки, Класичне багатоборство |
| Бронза | Йоган Греттумсбротен | Лижні перегони      | Чоловіки, 50 км                  |
| Бронза | Йоган Греттумсбротен | Лижне двоборство    | Чоловіки                         |
| Бронза | Роальд Ларсен        | Ковзанярський спорт | Чоловіки, 500 м                  |
| Бронза | Сігурд Моен          | Ковзанярський спорт | Чоловіки, 1500 м                 |
| Бронза | Роальд Ларсен        | Ковзанярський спорт | Чоловіки, 5000 м                 |
| Бронза | Роальд Ларсен        | Ковзанярський спорт | Чоловіки, 10000 м                |

## Ковзанярський спорт
Чоловіки
| Змагання | Спортсмен        | Підсумок | Підсумок |
| Змагання | Спортсмен        | Час      | Місце    |
| -------- | ---------------- | -------- | -------- |
| 500 м    | Оскар Ольсен     | 44.2     | 2        |
| 500 м    | Роальд Ларсен    | 44.8     | 3        |
| 500 м    | Гаральд Стрьом   | 45.6     | 8        |
| 500 м    | Сігурд Моен      | 47.2     | 13       |
| 1500 м   | Роальд Ларсен    | 2:22.0   | 2        |
| 1500 м   | Сігурд Моен      | 2:25.6   | 3        |
| 1500 м   | Гаральд Стрьом   | 2:29.0   | 5        |
| 1500 м   | Оскар Ольсен     | 2:29.2   | 6        |
| 5000 м   | Роальд Ларсен    | 8:50.2   | 3        |
| 5000 м   | Сігурд Моен      | 8:51.0   | 4        |
| 5000 м   | Гаральд Стрьом   | 8:54.6   | 5        |
| 5000 м   | Фрітьйоф Паулсен | 8:59.0   | 7        |
| 10,000 м | Роальд Ларсен    | 18:12.2  | 3        |
| 10,000 м | Фрітьйоф Паулсен | 18:13.0  | 4        |
| 10,000 м | Гаральд Стрьом   | 18:18.6  | 5        |
| 10,000 м | Сігурд Моен      | 18:19.0  | 6        |

Класичне багатоборство  

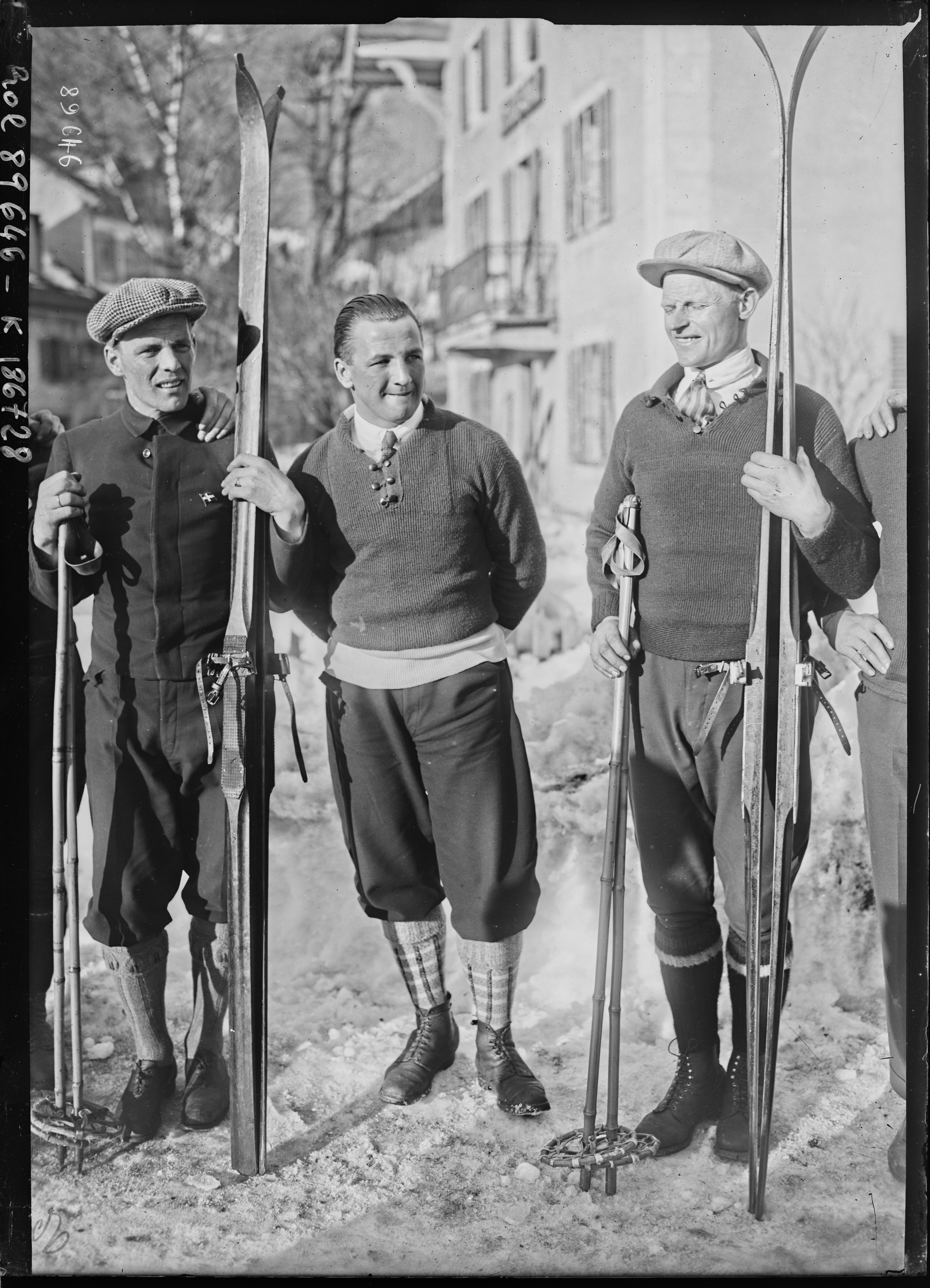
Норвезькі лижники у Шамоні: Тамс та Геуг

Дистанції: 500м; 1000м; 5000м та 10,000м.
| Спортсмен      | До дистанції 1 | До дистанції 1 | До дистанції 1 | До дистанції 2 | До дистанції 2 | До дистанції 2 | До дистанції 3 | До дистанції 3 | До дистанції 3 | Підсумок | Підсумок | Підсумок |
| Спортсмен      | Бали           | Очки           | Місце          | Бали           | Очки           | Місце          | Бали           | Очки           | Місце          | Бали     | Очки     | Місце    |
| -------------- | -------------- | -------------- | -------------- | -------------- | -------------- | -------------- | -------------- | -------------- | -------------- | -------- | -------- | -------- |
| Роальд Ларсен  | 1              | 44.80          | 1              | 4.5            | 97.82          | 2              | 6.5            | 145.15         | 2              | 9.5      | 199.76   | 2        |
| Гаральд Стрьом | 5              | 45.60          | 5              | 9              | 99.06          | 4              | 14             | 148.73         | 5              | 17       | 203.66   | 4        |
| Сігурд Моен    | 8              | 47.20          | 8              | 11             | 100.30         | 5              | 13             | 148.83         | 4              | 17       | 203.78   | 5        |

## Лижне двоборств
Чоловіки
| Спортсмен            | Стрибки з трампліна | Стрибки з трампліна | Стрибки з трампліна | Стрибки з трампліна | Лижні перегони | Лижні перегони | Лижні перегони | Всього | Всього |
| Спортсмен            | Стрибок 1           | Стрибок 2           | Всього балів        | Місце               | Час            | Бали           | Місце          | Бали   | Місце  |
| -------------------- | ------------------- | ------------------- | ------------------- | ------------------- | -------------- | -------------- | -------------- | ------ | ------ |
| Торлейф Геуг         | 42.5                | 44.0                | 17.812              | 1                   | 1'14:31        | 20.000         | 1              | 18.906 | 1      |
| Торальф Стремстад    | 46.0                | 45.5                | 17.687              | 2                   | 1'17:03        | 18.750         | 3              | 18.219 | 2      |
| Йоган Греттумсбротен | 44.5                | 39.5                | 16.333              | 8                   | 1'15:51        | 19.375         | 2              | 17.854 | 3      |
| Гаральд Екерн        | 44.5                | 47.0                | 17.395              | 3                   | 1'20:30        | 17.125         | 4              | 17.260 | 4      |

## Лижні перегони

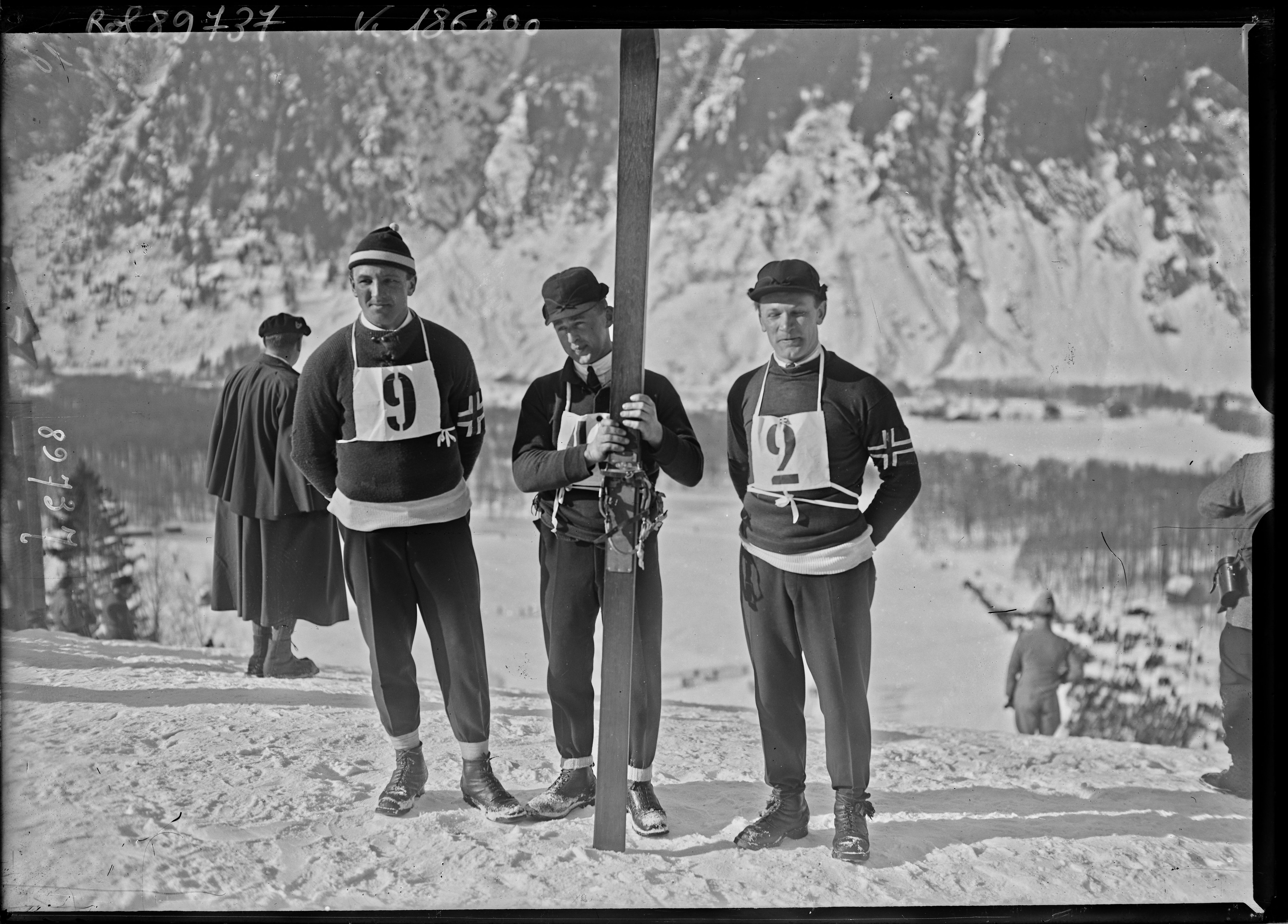
Норвезькі лижники у Шамоні: Тамс, Бонна та Ландвік

Чоловіки
| Змагання | Спортсмен            | Підсумки  | Підсумки |
| Змагання | Спортсмен            | Час       | Місце    |
| -------- | -------------------- | --------- | -------- |
| 18 км    | Торлейф Геуг         | 1'14:31.4 | 1        |
| 18 км    | Йоган Греттумсбротен | 1'15:51.0 | 2        |
| 18 км    | Йон Мордален         | 1'16:56.8 | 4        |
| 18 км    | Ейнар Ландвік        | 1'17:27.4 | 5        |
| 50 км    | Торлейф Геуг         | 3'44:32   | 1        |
| 50 км    | Торальф Стремстад    | 3'46:23   | 2        |
| 50 км    | Йоган Греттумсбротен | 3'47:46   | 3        |
| 50 км    | Йон Мордален         | 3'49:48   | 4        |

## Стрибки з трампліна

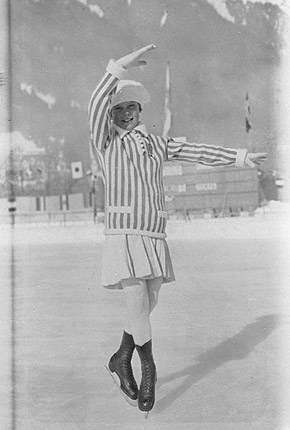
Фігуристка Соня Гені під час Олімпіади

Чоловіки
| Спортсмен        | Стрибок 1 | Стрибок 1 | Стрибок 1 | Стрибок 2 | Стрибок 2 | Стрибок 2 | Підсумок | Підсумок |
| Спортсмен        | Відстань  | Бали      | Місце     | Відстань  | Бали      | Місце     | Бали     | Місце    |
| ---------------- | --------- | --------- | --------- | --------- | --------- | --------- | -------- | -------- |
| Якоб Туллін Тамс | 49.0      | 18.793    | 1         | 49.0      | 19.127    | 1         | 18.960   | 1        |
| Нарве Бонна      | 47.5      | 18.375    | 2         | 49.0      | 19.000    | 2         | 18.688   | 2        |
| Торлейф Геуг     | 49.0      | 17.750    | 4         | 50.0      | 17.875    | 4         | 17.813   | 4        |
| Ейнар Ландвік    | 42.0      | 17.167    | 5         | 44.5      | 17.877    | 3         | 17.522   | 5        |

## Фігурне катання
Жінки
| Спортсмен | Змагання                | Бали   | Сума Позицій | Місце |
| --------- | ----------------------- | ------ | ------------ | ----- |
| Соня Гені | Жіноче одиночне катання | 203.82 | 50           | 8     |